# Julia Quinn
Julia Pottinger (nascida Cotler, a 12 de janeiro de 1970), mais conhecida pelo seu pseudónimo, Julia Quinn, é uma autora americana de best-sellers de romance histórico. Os seus romances foram traduzidos para mais de 41 línguas e apareceram 19 vezes na lista dos mais vendidos do The New York Times . Ela foi incluída no Hall da Fama dos Escritores de Romance da América. A sua série de romances Bridgerton foi adaptada para Netflix, pela Shondaland, sob o título Bridgerton .

## Infância e educação
Quinn nasceu como Julie Cotler em 1970, filha de Jane e Stephen Lewis Cotler. Ela tem três irmãs: Emily, Abigail e Ariana. Ela é judia. Ela foi criada principalmente na Nova Inglaterra, embora tenha passado grande parte do tempo na Califórnia, após o divórcio dos seus pais.
Quinn desenvolveu um apreço pela literatura desde muito cedo. Aos 12 anos, o seu pai discordou das suas escolhas de material de leitura, que incluíam as séries de livros Sweet Dreams e Sweet Valley High, e disse que ela só poderia continuar a ler se pudesse provar que eles contribuíram para o desenvolvimento da sua leitura. Ela contou-lhe prontamente que estava a estudar a série literária, por ordem, pois tinha interesse em escrever um romance no futuro. Desafiada a provar que estava, de facto, interessada em seguir a carreira de escritora, Quinn sentou-se em frente ao computador e escreveu os dois primeiros capítulos. Após terminar o seu romance, três anos depois, ela submeteu-o à Sweet Dreams, mas foi rejeitado.
Quinn formou-se na Hotchkiss School e em Harvard, em História da Arte. Durante o último ano da faculdade, ela percebeu que não sabia o que queria fazer com o seu diploma e decidiu tirar o curso de medicina. Essa decisão exigia que ela frequentasse dois anos adicionais de faculdade para completar os pré-requisitos científicos necessários para se candidatar à faculdade de medicina. Ela adiou a faculdade de medicina por dois anos, perído durante o qual escreveu mais dois romances.

## Carreira
Para se ocupar durante os longos dias de estudos, Quinn começou a escrever romances alegres do período da Regência. Poucas semanas depois de ser aceite na faculdade de medicina, descobriu que seus dois primeiros romances, Splendid e Dancing At Midnight, tinham sido vendidos em leilão, uma ocorrência incomum para uma autora de romances novata. Quando Quinn finalmente entrou na Escola de Medicina de Yale, com a intenção de se tornar médica, três dos seus livros já tinham sido publicados. Depois de alguns meses a estudar medicina, Quinn percebeu que preferia escrever. Deixou a faculdade de medicina e dedicou-se, a tempo integral, à escrita.
Quinn considera-se feminista e dá às suas heroínas qualidades feministas que não são necessariamente fiéis às atitudes mais prevalentes da época em que seus romances ocorrem. Os seus livros são conhecidos pelos seus diálogos carismáticos. Os romances são principalmente orientados para as personagens, sem os grandes conflitos externos que muitos romances têm. O seu romance When He Was Wicked tem uma história incomum para um romance, pois os primeiros quatro capítulos descrevem a heroína num casamento feliz com alguém que não é o herói, e depois mostra a morte do marido, e do seu luto, antes de permitir que uma segunda história de amor floresça.
A maioria dos seus livros é dedicada ao marido, Paul Pottinger, muitas vezes com referências a divertidos títulos alternativos para a obra. Quinn ganhou o Prêmio RITA Romance Writers of America, em 2007, por On the Way to the Wedding e novamente, em 2008, por The Secret Diaries of Miss Miranda Cheever. Quando ela ganhou o prémio, em 2010, por What Happens in London, ela tornou-se (na época) o membro mais jovem e agora é um dos únicos 16 autores a serem incluídos no Hall da Fama da RWA.
Em 2003, ela teve a rara honra de ser publicada na revista Time, um feito que poucos romancistas alcançaram. Em 2005, a Publishers Weekly deu a Sir Phillip, With Love uma rara crítica excelente e, mais tarde, o romance foi eleito um dos seis melhores romances originais do ano.
Cada um dos seus últimos 17 romances apareceu na lista dos mais vendidos do New York Times, com Mr. Cavendish, I Presume, atingindo o número um em outubro de 2008. Mais recentemente, The Girl With the Make-Believe Husband estava na lista do NYT em junho de 2017. Além disso, as suas antologias Lady Whistledown apareceram na lista do NY Times, assim como suas colaborações em três partes com Connie Brockway e Eloisa James (The Lady Most Likely e The Lady Most Willing), e o Bridgertons: Happily Ever After, coleção dos segundos epílogos de Bridgerton.
A sua série de livros Bridgerton foi adaptada para a Netflix por Shonda Rhimes, sob o título Bridgerton .

## Vida pessoal
Em 2001, Quinn ganhou 79.000 mil dólares americanos em The Weakest Link.
Ela é uma leitora ávida e posta recomendações dos seus livros favoritos na sua página de Facebook.
Quinn mora em Seattle, Washington, com o marido e dois filhos.
A 29 de junho de 2021, a irmã e o pai de Quinn, Ariana Elise Cotler e Stephen Lewis Cotler, respectivamente, foram mortos por um motorista bêbado em Kaysville, Utah.

### TrilogiaEsplêndida
- Splendid (1995)
- Dancing at Midnight (1995)
- Minx (1996)
- "A Tale of Two Sisters" em Where's My Hero? (2003, antologia escrita com Lisa Kleypas e Kinley MacGregor)

### Irmãs Lyndon
- Everything and the Moon (1997)
- Brighter Than the Sun (1997)

### Agentes da Coroa
- To Catch an Heiress (1998)
  - Como Fisgar uma Herdeira (em Portugal, Edições ASA, 2024)
- How To Marry a Marquis (1999)

### SérieBridgerton
- The Duke and I (2000)
  - Crónica de Paixões e Desejos, (em Portugal, Edições ASA, 2012)
  - O Duque e Eu, (no Brasil, Arqueiro, 2020)
- The Viscount Who Loved Me (2000)
  - Peripécias do Coração (em Portugal, Edições ASA, 2012)
  - O Visconde que me Amava (no Brasil, Arqueiro, 2013)
- An Offer From a Gentleman (2001)
  - Amor e Enganos (em Portugal, Edições ASA, 2013)
  - Um Perfeito Cavalheiro (no Brasil, Arqueiro, 2014)
- Romancing Mister Bridgerton (2002)
  - A Grande Revelação (em Portugal, Edições ASA, 2014)
  - Os Segredos de Colin Bridgerton (no Brasil, Arqueiro, 2014)
- To Sir Phillip, With Love (2003)
  - Para Sir Philip com Amor (em Portugal, Edições ASA, 2014)
  - Para Sir Philip com Amor (no Brasil, Arqueiro, 2015)
- When He Was Wicked (2004)
  - A Bela e o Vilão (em Portugal, Edições ASA, 2015)
  - O Conde Enfeitiçado (no Brasil, Arqueiro, 2015)
- It's In His Kiss (2005)
  - Aquele Beijo (em Portugal, Edições ASA, 2015)
  - Um Beijo Inesquecível (no Brasil, Arqueiro, 2016)
- On the Way to the Wedding (2006)
  - A Caminho do Altar (em Portugal, Edições ASA, 2016)
  - A Caminho do Altar (no Brasil, Arqueiro, 2016)
- The Bridgertons: Happily Ever After (2013)
  - Os Bridgerton - Felizes para Sempre (em Portugal, Edições ASA, 2016)
  - E Viveram Felizes para Sempre (no Brasil, Arqueiro, 2016)

### Dois Duques de Wyndham
De acordo com Quinn, este conjunto de dois livros foi baseado na premissa: "Dois homens dizem que são o duque de alguma coisa. Um deles deve estar errado", inspirado na letra da música de Dire Straits, " Industrial Disease ". Os eventos são simultâneos e os enredos estão interligados, com algumas cenas a aparecer em ambos os livros, mas de perspectivas diferentes.
- The Lost Duke of Wyndham (2008)
- Mr. Cavendish, I Presume (2008)

### SérieBevelstoke
- The Secret Diaries of Miss Miranda Cheever (2007)
  - Os Diários Secretos de Miss Miranda Cheever (em Portugal, Edições ASA, 2022)
- What Happens in London (2009)
  - O Que Acontece Em Londres... (em Portugal, Edições ASA, 2023)
- Ten Things I Love About You (2010)
  - Dez Coisas que Odeio em Ti (em Portugal, Edições ASA, 2024)

### Quarteto Smythe-Smith
- Just Like Heaven (2011)
  - Um Pedacinho de Céu (em Portugal, Edições ASA, 2017)
- A Night Like This (2012)
  - Uma Noite Inesquecível (em Portugal, Edições ASA, 2018)
- The Sum of All Kisses (2013)
  - A Soma de Todos os Beijos (em Portugal, Edições ASA, 2019)
- The Secrets of Sir Richard Kenworthy (2015)
  - Os Segredos de Sir Richard Kenworthy (em Portugal, Edições ASA, 2020)

### SérieRokesby
A série Rokesby é frequentemente considerada uma série prequela, pois segue as famílias Rokesby e Bridgerton.
- Because of Miss Bridgerton (2016)[21]
  - A Indomável Miss Bridgerton (em Portugal, Edições ASA, 2018)
- The Girl with the Make-Believe Husband (2017)[22]
  - O Casamento Inventado (em Portugal, Edições ASA, 2019)
- The Other Miss Bridgerton (2018)
  - A Outra Miss Bridgerton (em Portugal, Edições ASA, 2020)
- First Comes Scandal (2020)
  - Depois do Escândalo (em Portugal, Edições ASA, 2021)

### Coleções
- Bridgerton Collection Volume 1 (2020) – The Duke and I (2000) / The Viscount Who Loved Me (2000) / An Offer from a Gentleman (2001)
- Bridgerton Collection Volume 2 (2021) – Romancing Mister Bridgerton (2002) / To Sir Phillip, With Love (2003) / When He Was Wicked (2004)
- Bridgerton Collection Volume 3 (2021) – It's In His Kiss (2005) / On the Way to the Wedding (2006) / Because of Miss Bridgerton (2016)
- Bridgerton Prequels Collection (2023) – Because of Miss Bridgerton (2016) / The Girl with the Make-Believe Husband (2017) / The Other Miss Bridgerton (2018) / First Comes Scandal (2020)

### Senhora Whistledown
A espirituosa colunista de fofocas "Lady Whistledown" da série Bridgerton une as seguintes antologias de novelas interligadas:
- "Thirty-Six Valentines" in The Further Observations of Lady Whistledown (2003, anthology with Suzanne Enoch, Karen Hawkins and Mia Ryan)
  - Lady Whistledown Tem Algo a Dizer (em Portugal, Edições ASA, 2021)
- "The First Kiss" in Lady Whistledown Strikes Back (2004, anthology with Suzanne Enoch, Karen Hawkins and Mia Ryan)
  - Lady Whistledown Contra-Ataca (em Portugal, Edições ASA, 2022)

e também
- The Wit and Wisdom of Bridgerton (2021)

### The Lady Most...
- The Lady Most Likely... (28 de dezembro de 2010, uma novela escrita com Connie Brockway e Eloisa James)
- The Lady Most Willing... (26 de dezembro de 2012, uma novela escrita com Connie Brockway e Eloisa James)
  - Até os Mares serem Desertos (em Portugal, Edições ASA, 2017)

### Novelas
- "Gretna Greene" na Scottish Brides (1 de junho de 1999, uma antologia escrita com Christina Dodd, Stephanie Laurens e Karen Ranney)
- ". . . and a Sixpence in Her Shoe" na Four Weddings and a Sixpence (27 de dezembro de 2016, uma antologia escrita com Elizabeth Boyle, Stefanie Sloane e Laura Lee Guhrke)

### Novelas gráficas
- Miss Butterworth and the Mad Baron, a Graphic Novel (ilustrada por Violet Charles) (2022)

### Adaptações
- Queen Charlotte (2023 TV Queen Charlotte: A Bridgerton Story, com Shonda Rhimes)
  - A Rainha Carlota (em Portugal, Edições ASA, 2023)

## Reconhecimento
- 1997 – Everything and the Moon nomeado para Melhor Histórico de Regência pela Romantic Times Magazine[11]
- 2001 – Finalista do Romance Writers of America 's RITA Awards
- 2002 – Romancing Mister Bridgerton eleito um dos dez melhores livros do ano pelos membros da RWA; Finalista do RWA RITA Awards na categoria Long Historical
- 2002 – Para Sir Phillip, With Love eleito um dos seis melhores romances originais do ano para o mercado de massa pela Publishers Weekly
- 2003 – Quinn foi publicada na revista Time
- 2007 - Recebeu o prémio Romance Writers of America RITA de melhor romance histórico longo, por A Caminho do Altar
- 2008 - Recebeu o prémio Romance Writers of America RITA de Melhor Romance Histórico da Regência, por Os Diários Secretos de Miss Miranda Cheever
- 2010 - Recebeu o prémio Romance Writers of America RITA de Melhor Romance Histórico da Regência por O Que Acontece em Londres...[23]
- 2010 - Quinn foi introduzida no Hall da Fama dos Escritores de Romance da América[23]
- 2016 – Quinn ensinou o curso inaugural de redação de romance na Yale Summer Writers Conference[24]